# JP Pietersen
Jon-Paul Roger Pietersen, detto JP (Stellenbosch, 12 luglio 1986), è un rugbista a 15 sudafricano, tre quarti ala degli Sharks in Super Rugby e dei Natal Sharks in Currie Cup e campione del mondo nel 2007 con gli Springbok.

## Biografia
Figlio di un appassionato di rugby, sostenitore dei British Lions, JP Pietersen deve il suo nome all'ammirazione di suo padre per il gallese J. P. R. Williams, dal quale riprese l'acronimo per imporgli i nomi di Jon-Paul Roger.
Inizialmente dedito al calcio, JP Pietersen passò al rugby per soddisfare il desiderio di suo padre di vederlo attivo in tale disciplina; frequentò le scuole superiori a Witbank e, nel 2005, debuttò in Currie Cup nei Natal Sharks.
L'anno seguente vi fu l'esordio da professionista nella relativa franchise, gli Sharks in Super Rugby e, a settembre, JP Pietersen esordì negli Springbok a Johannesburg contro l'Australia nel corso del Tri Nations 2006.
Selezionato per la Coppa del Mondo di rugby 2007 in Francia, in cui il Sudafrica si laureò campione del mondo, Pietersen scese in campo in tutti gli incontri in cui la sua squadra fu impegnata, realizzando tre mete, due delle quali nell'incontro di prima fase in cui gli Springbok batterono i campioni uscenti dell'Inghilterra 36-0.
Nel Super 14 2007 Pietersen fu il miglior realizzatore di mete della stagione, avendone messe a segno 12.
Prese successivamente parte alla Coppa del Mondo di rugby 2011 in Nuova Zelanda, e nel 2013 firmò un contratto con la squadra giapponese dei Panasonic Wild Knights valido per la parte di stagione in cui non era impegnato con la Nazionale e gli Sharks.
Fu successivamente selezionato per la Coppa del Mondo di rugby 2015, la sua terza consecutiva, in cui il Sudafrica giunse fino al terzo posto finale.

## Palmarès
- Coppe del mondo: 1
Sudafrica: 2007